# Ultrabithorax
Pour les articles homonymes, voir Ubx.

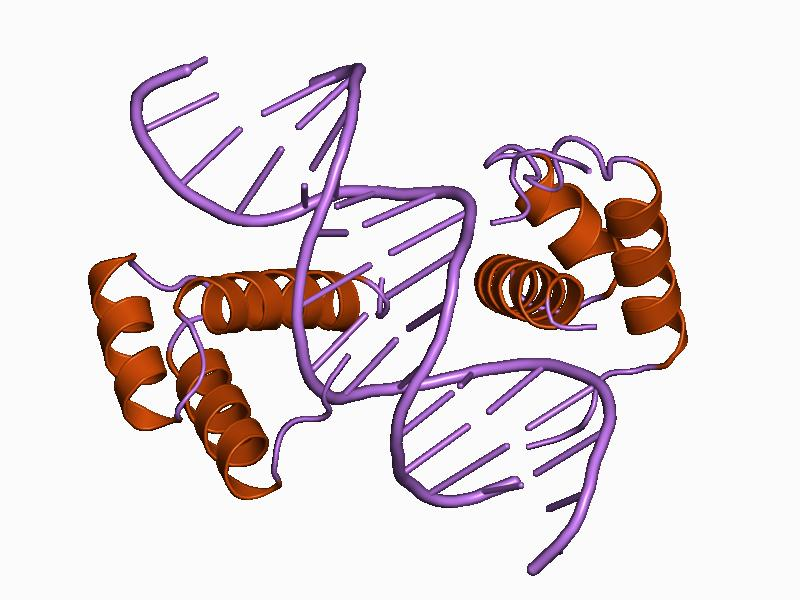
Représentation de la structure de la molécule 1b8i

Ultrabithorax (Ubx) est un gène d'une espèce de mouche, la Drosophila melanogaster.
Ce gène fait partie avec le domaine infra-abdominal (iab) du complexe de gènes Bithorax (BX-C) Thorax de l'insecte. Ce domaine couvre une région d'environ 100 000 paires de bases et contrôle la morphogénèse des segments thoraciques et abdominaux de Drosophila melanogaster.
Chaque segment ne se différencie du type du segment précédent qu'après expression de ce gène Ubx. Une absence d'expression empêche la différenciation du segment du type du segment précédent.
Ainsi le troisième segment thoracique (T3) portant l'aile différenciée en haltère des diptères est sous le contrôle génétique du gène Ubx. La mutation de ce gène aboutit à ce que le segment T3 reste homologue au segment T2. Il en résulte un adulte avec 4 ailes au lieu de 2.